# Autolita
Nella mitologia greca,  Autolita  era il nome di una delle mogli di Metaponto.

## Il mito
Metaponto ebbe diverse mogli, la prima fu Teano, la seconda Arnea e la terza Autolita. Da tale unione nacquero i gemelli Eolo (non il dio dei venti) e Beoto.

### Pareri secondari
Secondo un'altra versione del mito i figli Eolo e Beoto furono di Arnea (avuti da Poseidone), mentre la seconda moglie fu Autolita. Questa, gelosa delle attenzioni che Arnea, ragazza accolta dalla casa, riceveva, la maltrattò fino al punto che i figli della ragazza insorsero uccidendo Autolita. In seguito Arnea andò in sposa al re di Metaponto mentre i figli di lei fuggirono per l'atto compiuto.

### Fonti
- Pausania, Periegesi della Grecia, Libro IX, 40,3
- Diodoro Siculo, Libro IV, 67

### Moderna
- Robert Graves, I miti greci, Milano, Longanesi, ISBN 88-304-0923-5.
- Angela Cerinotti, Miti greci e di roma antica, Prato, Giunti, 2005, ISBN 88-09-04194-1.
- Anna Ferrari, Dizionario di mitologia, Litopres, UTET, 2006, ISBN 88-02-07481-X.
- Anna Maria Carassiti, Dizionario di mitologia classica, Roma, Newton, 2005, ISBN 88-8289-539-4.